# Prism3D
Prism3D — гральний рушій, розроблений чеською компанією SCS Software для використання у власних іграх, таких, як серія ігор «Hard Truck», «18 Wheels of Steel» і «Hunting Unlimited». Тим не менше, кілька разів рушій використовувався і в розробках сторонніх компаній.

## Технічні характеристики
Ігровий рушій є кросплатформним — присутня сумісність з ПК (під управлінням Microsoft Windows або Linux), Mac і ігровою приставкою PlayStation 2.
Сирцевий код написаний на мові програмування C++. Підтримується динамічне освітлення і затінювання, шейдерні ефекти, ефекти, створювані системою частинок (наприклад, дим, вогонь, візуалізація різних погодних умов), постфільтри і рельєфні текстури. Однією з відмітних особливостей рушія є робота з великими відкритими просторами.
У комплект що поставляється разом з початковим кодом набору інструментів входить редактор рівнів, редактор тривимірних моделей, менеджер шейдерів і інші утиліти.

## Ігри, що використовують Prism3D
- 2001 — Hunting Unlimited від Sunstorm Interactive і ARUSH Entertainment
- 2001 — Shark! Hunting the Great White від SCS Software
- 2001 — Hunting Unlimited 2 від SCS Software
- 2002 — 911 Fire Rescue від SCS Software
- 2002 — Hard Truck: 18 Wheels of Steel від SCS Software
- 2002 — Duke Nukem: Manhattan Project від Sunstorm Interactive
- 2004 — Hunting Unlimited 3 від SCS Software і ARUSH Entertainment
- 2004 — 18 Wheels of Steel: Across America від SCS Software
- 2004 — 18 Wheels of Steel: Pedal to the Metal від SCS Software
- 2006 — Hunting Unlimited 4 від SCS Software
- 2005 — 18 Wheels of Steel: Convoy від SCS Software
- 2005 — TruckSaver (скринсейвер) від SCS Software
- 2005 — OceanDive (скринсейвер) від SCS Software
- 2006 — 18 Wheels of Steel: Haulin' від SCS Software
- 2006 — Deer Drive від SCS Software
- 2007 — Hunting Unlimited 2008 от SCS Software
- 2007 — Bus Driver від SCS Software
- 2007 — Deer Drive від SCS Software
- 2007 — 18 Wheels of Steel: American Long Haul від SCS Software
- 2008 — Hunting Unlimited 2009 від SCS Software
- 2009 — Hunting Unlimited 2010 від SCS Software
- 2009 — 18 Wheels of Steel: Extreme Trucker від SCS Software
- 2009 — Euro Truck Simulator від SCS Software
- 2010 — German Truck Simulator від SCS Software
- 2010 — UK Truck Simulator від SCS Software
- 2010 — Austrian Truck Simulator від SCS Software
- 2011 — 18 Wheels of Steel Extreme Trucker 2 від SCS Software
- 2011 — Trucks & Trailers від SCS Software
- 2012 — Euro Truck Simulator 2 від SCS Software